# Kế hoạch Baby
Kế hoạch Baby (tiếng Trung: 寶貝計劃, tiếng Anh: Rob-B-Hood, Hán-Việt: Bảo bối kế hoạch) là một bộ phim điện ảnh thuộc thể loại hài – hành động – tội phạm – chính kịch của Hồng Kông ra mắt vào năm 2006, do Trần Mộc Thắng làm đạo diễn, viết kịch bản và đồng sản xuất. Tác phẩm có sự tham gia diễn xuất của các diễn viên gồm Thành Long, Cổ Thiên Lạc, Hứa Quán Văn, Cao Viên Viên, Thái Trác Nghiên, Trần Bảo Quốc và Nguyên Bưu, với sự góp mặt lần đầu và duy nhất của cậu bé lai Matthew Medvedev. Đây cũng là bộ phim đầu tiên của Thành Long sau hơn ba mươi năm mà ông đóng vai phản diện chính khi vào vai một tên trộm.
Bộ phim kể về ba tên đạo chích lười lao động mà cùng nhau lập đội trèo tường, phá khóa két sắt để trộm tiền. Mỗi người có một hoàn cảnh khác nhau, một tính cách khác nhau, và sử dụng tiền với các mục đích khác nhau. Trong một lần gây án bất thành, cả ba bị cảnh sát truy nã tận cùng, trong lúc trốn chạy, họ đã bắt cóc một bé trai kháu khỉnh để làm con tin. Tuy nhiên, chính sự ngây thơ của bé trai ấy mà ba tên trộm ngày nào đã thay đổi hoàn toàn so với con người trước kia, trở thành những người lương thiện. Cuối cùng, cả ba đã thành công trong việc giải cứu đứa bé ấy khỏi tay tổ chức Hội Tam Hoàng phạm pháp.
Bộ phim khởi quay từ tháng 12 năm 2005 đến tháng 4 năm 2006 với kinh phí sản xuất lên đến 16,8 triệu HKD, và chính thức phát hành tại Hồng Kông, Trung Quốc và các nước Đông Nam Á từ ngày 29 tháng 9 năm 2006. Sau khi ra mắt, bộ phim đã nhận được nhiều lời khen ngợi từ giới phê bình phim cũng như các khán giả, đồng thời còn dẫn đầu về doanh thu phòng vé năm 2006 tại Trung Quốc. Ngoài ra, dù không trực tiếp công chiếu nhiều tại các cụm rạp ở châu Âu và Bắc Mỹ, song tác phẩm cũng đã thu về được 20,4 triệu USD trên toàn cầu.
Tại Giải thưởng điện ảnh Hồng Kông lần thứ 26, bộ phim được đề cử hai hạng mục gồm Diễn viên mới xuất sắc nhất và Chỉ đạo võ thuật xuất sắc nhất.

## Nội dung
Hai huynh đệ đạo chích tên là Nhân Tự Đà và Bá Đạt Thông đã lẻn vào một phòng kho và thực hiện phi vụ trộm tiền và thuốc điều trị ung thư trong két sắt. Cùng lúc đó, một sản phụ thuộc gia đình giàu có họ Lý tên là Mẫn Nhi đã hạ sinh một đứa con, vừa hân hoan chào đón đứa con mới ra đời thì đứa bé đã bị người yêu cũ của bà mẹ ấy là Đại Hoàng cướp mất, do hắn luôn nghĩ cô rất yêu hắn nên khi thấy đứa bé ra đời thì hắn tự đinh ninh đó là con của hắn. Các nhân viên bảo vệ đuổi theo hắn, và sau khi bị dồn đến chỗ thang cuốn thì hắn và đứa bé bị ngã xuống cầu thang. Rất may là đứa bé đã được Đạt yểm trợ và Nhân chụp lấy thành công, còn Đại Hoàng sau cú ngã chết tại chỗ. Tranh thủ lúc lộn xộn, Nhân và Đạt lén lút tẩu thoát vào xe ôtô của ông Bao – đại ca của hai gã.
Ba huynh đệ đạo chích có cách xài tiền trái ngược nhau. Ông Bao tay chậm, mắt kém, không thể làm được gì nếu không có hai tên đệ tử thực hiện, nên sau mỗi phi vụ, ông đều cất hết vào két sắt. Ông Bao sống khá tiết kiệm vì còn phải nuôi vợ mình, một bà vợ tưng tửng sau nỗi đau mất con. Nhân nướng nhiều tiền vào sòng bạc, dành ra một ít để mua quà tặng gia đình. Mặc dù luôn "thắng đậm" trong các phi vụ trộm tiền, nhưng ngoài cuộc sống Nhân luôn thất bại cay đắng, từ thua bạc cho đến người thân nhất là bố Nhân cũng từ mặt vì biết Nhân hư đốn. Còn Đạt với ngoại hình đẹp mã, hắn rất hào phóng với một cô bồ tiểu thư, nhưng sống vô trách nhiệm với cô vợ Bạch Yến hiện tại đang mang bầu. Vòng luẩn quẩn của cả hai huynh đệ vẫn luôn tiêu sạch tiền trong một thời gian ngắn và phải nhờ ông Bao mồi chài thêm vài phi vụ mới.
Mấy tháng sau, ông Bao phát hiện ra căn hộ của mình bị trộm đột nhập, cuỗm sạch số tiền tiết kiệm. Đúng lúc đó, ông nhận được một cuộc điện thoại từ người bạn hàng là chú Bảy làm trung gian đề nghị ông bắt cóc đứa bé của gia đình họ Lý nhằm thay mặt cho Hồng Phong – một ông trùm của hội Tam Hoàng, bởi lâu nay lão vẫn tuyên bố đanh thép rằng đứa bé là cháu nội của lão. Bị thu hút bởi tiền thưởng 7 triệu HKD, Nhân và Đạt chấp nhận phi vụ trộm tiền nhà giàu này mà không thèm quan tâm mục tiêu thực sự của nó, cho đến khi phát hiện ra điều này sau khi biết ông Bao đã ẵm đứa bé bỏ trốn khỏi dinh thự của gia đình họ Lý. Chán nản với ý định bắt cóc một đứa bé, Nhân đe dọa sẽ trả lại đứa bé ấy. Nhưng rồi nghe ông Bao than thở một hồi, hai huynh đệ miễn cưỡng chấp nhận phi vụ.
Trên đường đến điểm hẹn ở Tây Cống, chiếc xe lại gặp một chốt tuần tra giao thông. Ông Bao nhận thấy điều này nên để hai tên đệ tử đem đứa bé rút lui trước, vì Nhân và Đạt có thân thủ tốt hơn ông, bản thân mình tự nạp mạng về tội lái xe quá tốc độ cho cảnh sát giao thông thì sẽ an toàn hơn. Tuy nhiên do mắt kém, lại quên bật đèn, chiếc xe đâm sầm vào bụi cây lật ngang, may mắn không ai bị thương. Khi cảnh sát ập đến, ông Bao vẫn còn kẹt trong xe, còn Nhân và Đạt ẵm đứa bé chạy thoát. Kế hoạch bất đắc dĩ trễ hạn vì ông Bao bị tư pháp khép tội nặng về hậu quả vụ tai nạn vừa rồi. Trong những ngày bị tạm giam, ông Bao biết được giá trị của đứa bé qua tin tức. Ông gọi điện cho Nhân, dặn rằng không được giao đứa bé cho bất kỳ ai trước khi ông được thả để ông có thể thu đủ tiền thưởng.
Trong khi đó, hai huynh đệ chăm sóc đứa bé rất chu đáo. Cũng trong khoảng thời gian ngắn ngủi ấy, cả hội Tam Hoàng và cảnh sát đều đang truy tìm đứa bé. Do Nhân và Đạt lọt vào danh sách kẻ tình nghi hàng đầu, thanh tra Mạc bất ngờ điều tra ngay tại nơi ở hai gã. Chờ mãi mà không thấy người giao cháu nội cho mình, Hồng Phong nổi điên chụp mũ người trung gian là chú Bảy đang bội tín. Sau đó lão khử luôn chú Bảy để quỵt tiền, đồng thời còn cử thuộc hạ đến căn hộ mà Nhân và Đạt sống để lùng bắt đứa bé. Đối mặt với cả bọn xã hội đen và thanh tra Mạc, hai huynh đệ cùng nhau ôm đứa bé bỏ trốn. Sau khi được thả, ông Bao bị đưa đến gặp Hồng Phong, lúc này lão tăng tiền thưởng lên 30 triệu HKD, đặt hạn chót ba ngày để giao nộp đứa bé. Ngay lập tức, ông đã tìm thấy hai tên đàn em đang ở trong bệnh viện, đứa bé hiện đang được điều trị vì bị sốt. Ông Bao nói với hai người về lời đề nghị mới nhất của hội Tam Hoàng, nhưng Nhân và Đạt giờ đây chỉ quan tâm đến sức khỏe và tính mạng của đứa bé còn hơn cả tiền bạc.
Trong thời điểm chăm sóc đứa bé, Nhân và Đạt dần dần nhận ra lương tâm của mình, đặc biệt là Nhân, chứng kiến những kẻ lừa lọc cho vay nặng lãi trước đây, giờ đã hoàn lương và sống chật vật trong cảnh gà trống nuôi con. Khi sức khỏe suy yếu, bố Nhân tình cờ bắt gặp Nhân đang bế đứa bé trong cầu thang căn hộ, ông còn lầm tưởng rằng Nhân đã có con. Nhân thú tội với bố, anh rất ân hận vì thái độ trước đây, và anh không dám cầu xin bố mình tha thứ. Bố Nhân nhìn đứa bé trên tay Nhân, ông dần nhận ra sự hối cải của cậu con trai nên đã tha lỗi cho anh. Về phần Đạt, anh dốc cạn tiền bạc đến nỗi phải trả lại xe, mà không tài nào cua nổi cô bồ tiểu thư, và thậm chí còn thấy ghen khi người vợ Bạch Yến của mình đi giao lưu và gặp gỡ bạn bè. Hơn nữa, Đạt chứng kiến vợ mình đang mang bầu mà vẫn lao động vất vả mưu sinh trong khi anh lại tiêu xài hoang phí, nên anh hối hận day dứt. Tuy vậy, do tay trót nhúng chàm, cả ba vẫn đồng ý đưa đứa bé đến dinh thự của Hồng Phong để đổi lấy số tiền thưởng. Khi cả ba rời đi, họ nghe thấy tiếng đứa bé khóc đòi họ khi nhân viên y tế lấy máu xét nghiệm ADN. Nhớ lại những ngày tháng sống chung và chăm sóc đứa bé, và khi bị khuất phục trước tình cảm ấy, Nhân và Đạt nhanh chóng xông vào công viên giải trí riêng của Hồng Phong để giải cứu đứa bé, còn ông Bao ôm thùng tiền thưởng chạy mất. Tuy nhiên, chính ông cũng thật sự hối cải, nên thay vì bỏ trốn, ông tìm đến thanh tra Mạc để đầu thú.
Nhân và Đạt được đưa đến chỗ sào huyệt của Hồng Phong. Tưởng rằng đứa bé là cháu nội của hắn, nhưng sau khi kiểm tra kết quả xét nghiệm, lão mới biết rằng đứa bé thuộc gia đình họ Lý chứ không phải gia đình lão. Quá tức tối, lão đặt đứa bé vào một căn phòng đông lạnh âm 30 độ C bên cạnh xác của Đại Hoàng để đứa bé chết chung với con trai mình, điều này khiến Nhân và Đạt trở mặt đánh nhau với đám thuộc hạ. Sau khi hạ được cả tốp, Nhân và Đạt bị hai tên võ sĩ xông ra đánh tơi tả, nhưng vô tình bị mắc kẹt trong căn phòng lạnh, nơi bảo quản xác Đại Hoàng. Cả Nhân và Đạt đều nỗ lực ủ ấm đứa bé trong cái lạnh tê tái, còn thanh tra Mạc và ông Bao đến nơi cứu giúp. Lúc này, ông trùm Hồng Phong đang hóa điên, hai tên võ sĩ đang bị kẹt trong phòng lạnh, một số tên trong băng nhóm đã bị đánh ngất, lại không còn vũ khí hay tiền bạc nên đã tan như ngả rạ. Thanh tra Mạc huy động cảnh sát tóm hết cả băng đảng, sau đó ông nhờ ông Bao mở khóa căn phòng lạnh nhưng không kịp và đứa bé đã bất tỉnh. Nhân và Đạt bế đứa bé chạy đến nhà xe, trong lúc Đạt phá khóa xe thì Nhân liều lĩnh dùng tay không nối điện pin ôtô của chiếc Pagani Zonda để kích điện khử rung tim và cứu sống đứa bé, song đứa bé vẫn chưa tỉnh lại. Chứng kiến cảnh tuyệt vọng này, nhiều tên côn đồ trong hội Tam Hoàng cũng ứa nước mắt và chỉ biết cầu nguyện cho Nhân cứu được đứa bé thì chúng mới có thể nhẹ tội. Sau đó đứa bé được đưa lên xe cấp cứu.
Không lâu sau, cả ba kẻ trộm bị tạm giam, họ tình nguyện diễn vai tử tù trong một buổi thuyết minh về tử hình trong ngày mà các gia đình và người thân đến thăm. Mỗi người đều tỏ ra hối lỗi và quyết tâm cải tạo để trở thành người tốt khi ra tù, mãi mãi không làm điều ác hay những việc thất đức nữa. Sau buổi thuyết minh, thanh tra Mạc thông báo với ba người rằng Bộ Tư pháp đã xem xét kỹ về hành động xả thân của họ nên mức án đã được giảm nhẹ, và họ sẽ sớm được trả tự do trong nay mai. Cả ba sau đó nhìn thấy đứa bé sống khỏe mạnh bên bố mẹ, đứa bé đã được đặt tên là Matthew Lee, tên tiếng Trung là Lý Gia Thành. Thay lời cảm ơn về hành động nghĩa hiệp đã cứu mạng đứa bé, ông Lý đưa ra vai trò cụ thể cho ba người, theo đó mời Nhân làm vệ sĩ, Đạt làm tài xế và ông Bao làm nhân viên bảo vệ.

## Diễn viên
Diễn viên chính
- Thành Long trong vai Nhân Tự Đà, sư đệ của ông Bao, có thân thủ nhanh nhẹn, am hiểu về các loại tài sản quý giá. Nhân là con trưởng của một gia đình bình dân, được học tập đến nơi và kỳ vọng nhiều nhất nhưng khiến cả nhà thất vọng nhất. Nhân vẫn độc thân, sống đổ đốn và nghiện cờ bạc, nên đến tận khi bố anh già yếu mà anh vẫn bị bố mình từ mặt.
- Cổ Thiên Lạc trong vai Bá Đạt Thông, sư đệ của ông Bao và cũng là bạn đồng hành đắc lực của Nhân Tự Đà, và Đạt cũng là một tay đua có hạng. Khác với Nhân, Đạt rất đẹp mã và là chuyên gia tán gái, nhưng cũng rất lười lao động và thậm chí không thèm quan tâm đến Bạch Yến, người yêu của mình.
- Hứa Quán Văn trong vai ông Bao, thủ lĩnh của Nhân và Đạt, người đã đào tạo từng ngón nghề cho Nhân và Đạt suốt hơn chục năm trời. Tính tình của ông khác xa so với hai gã đồ đệ, cũng như mọi phi vụ khác ông chỉ đứng phía sau chỉ huy và chia chác. Vợ chồng ông đã mất con từ lâu, lại hiếm muộn nên ông không dám mạo hiểm, ngoại trừ phi vụ cuối cùng của đời mình.
- Cao Viên Viên trong vai Thục Phân, một thực tập sinh y tá học tại trường Đại học Bắc Kinh. Cô là người chỉ dẫn cho Nhân và Đạt cách chăm sóc bé trai Matthew, đồng thời còn chứng kiến sự hoàn lương của Nhân. Ở cuối phim, cô trở thành người yêu của Nhân sau khi anh ra tù.
- Thái Trác Nghiên trong vai Bạch Yến, người vợ mang bầu của Đạt và là người luôn quan tâm chăm sóc cho anh. Dẫu vậy, do Đạt không quan tâm đến cô, nên cô buộc phải tự làm thêm để kiếm sống.
- Trần Bảo Quốc trong vai Hồng Phong, thủ lĩnh của hội Tam Hoàng.
- Matthew Medvedev trong vai Matthew Lee, đứa con của gia đình giàu có họ Lý đã bị bắt cóc làm con tin.
- Nguyên Bưu trong vai thanh tra Mạc, thanh tra của lực lượng cảnh sát Hồng Kông. Là bạn cùng lớp của Nhân trong một trường điểm có danh tiếng, thanh tra Mạc tốt nghiệp và trở thành cảnh sát tốt, ông âm thầm tìm cách giúp Nhân hoàn lương, dù chính ông cũng nhiều lần phải bắt Nhân khi gã ăn quỵt sòng bạc, và ngoài ra còn phải lật tẩy Nhân khi dính líu đến phi vụ bắt cóc.

Diễn viên phụ
- Teresa Carpio trong vai bà Bao, vợ của ông Bao.
- Lư Huệ Quang và Hayama Hiro trong vai Balde và Tokyo Joe, hai thành viên nổi bật của hội Tam Hoàng.
- Doãn Tử Duy trong vai Đại Hoàng, con trai duy nhất của Hồng Phong.
- Trần Tử Thông và Gill Mohindepaul Singh trong vai McDaddy và Hairy, hai cảnh sát của lực lượng cảnh sát Hồng Kông.
- Ứng Thể Nhi trong vai Lý Mẫn Nhi, con gái của gia đình họ Lý và là mẹ của Matthew.
- Hoàng Dục Dân trong vai chú Bảy, một hàng xóm của ông Bao.
- Cốc Phong trong vai bố của Nhân, người đã đuổi cổ Nhân ra khỏi nhà vì anh là con trai trưởng nhưng vẫn đổ đốn và không biết hối cải. Ông tự hào về Nhân bởi hành động nghĩa hiệp của con trai sau này.

Khách mời
- Ngô Ngạn Tổ và Tạ Đình Phong trong vai hai tài xế xe tải bọc thép.

## Sản xuất

### Tổng quan
Rob-B-Hood là sản phẩm từ sự hợp tác sản xuất của JCE Movies Limited, hãng phim do Thành Long thành lập vào năm 2003, và Hoa Nghị huynh đệ, một trong những công ty giải trí bậc nhất ở Trung Quốc và là nhà phát hành các bộ phim trước đó như Thiên địa anh hùng, Dạ yến và Khả Khả Tây Lý. Thành Long đã đóng vai chính trong hơn 50 bộ phim hành động, và trong những năm gần đây, ông đã nói rằng ông đã cảm thấy quá mệt với việc trở thành một nhân vật chính diện. Đáng chú ý là trong suốt sự nghiệp của mình, đây mới là bộ phim đầu tiên trong hơn 30 năm sự nghiệp mà Thành Long vào vai một nhân vật mang tính tiêu cực hơn - một tên tội phạm và nghiện cờ bạc.

### Kịch bản
Ngay sau khi ra mắt và phát hành bộ phim Tân câu chuyện cảnh sát, Thành Long đã bắt tay liên lạc luôn với đạo diễn Trần Mộc Thắng để thảo luận về kế hoạch cho một bộ phim hành động mới. Thành Long nói rằng ông không còn muốn đóng vai một người tốt - một hình tượng huyền thoại trong các bộ phim trước đó đã gắn liền với tên tuổi của ông. Sau một thời gian suy nghĩ, cuối cùng, Trần Mộc Thắng và nhà biên kịch phim Viên Cẩm Lân đã nảy ra một ý tưởng táo bạo: Thành Long sẽ vào vai Nhân Tự Đà, một tên tội phạm nhỏ đã tuyệt giao với gia đình vì thói cờ bạc của mình. Ban đầu, Mộc Thắng đã định cho Thành Long đóng một vai phản diện chính thức, một nhân vật chuyên "đánh đập phụ nữ và thi hành thiêu đốt người rất trắng trợn". Tuy nhiên, kịch bản đã phải giảm nhẹ để vừa ý các nhà kiểm duyệt truyền thông của Trung Quốc, bởi họ nhận thấy nhân vật này là quá ác. Mặc dù vậy, đây chỉ là lần thứ ba trong sự nghiệp diễn xuất của mình, Thành Long vào vai một nhân vật bị kết án tù chung thân.
Với cốt truyện có sẵn của Viên Cẩm Lân, phần kịch bản cho bộ phim cũng được Thành Long và Trần Mộc Thắng phân bổ rất kỹ. Thành Long viết các đoạn kịch bản có liên quan tới phân cảnh hành động và đồng thời còn tự mình thiết kế những pha hành động trong phim, còn Trần Mộc Thắng viết các đoạn kịch bản có liên quan tới các phân cảnh chính kịch thiên hướng về cảm xúc của các nhân vật. Kịch bản đã được viết xong vào tháng 10 năm 2005. Hai nhân vật chính được bổ sung như là hai người đối tác của Tự Đà trong phi vụ tội phạm, với mục đích tăng giá trị hài của bộ phim thông qua sự tương tác của họ. Tựa tiếng Trung của phim sẽ là Bo Bui Gai Wak (tiếng Quảng Đông: 寶貝 計劃, nghĩa đen là Kế hoạch BB, với "BB" là từ đồng âm của "Baby"), nó có liên quan đến bộ phim xuất sắc của Thành Long năm 1983 là Kế hoạch A (tiếng Quảng Đông: A 計劃).

### Chọn diễn viên
Dàn diễn viên của Rob-B-Hood bao gồm các diễn viên từ nữ diễn viên mới nổi Cao Viên Viên đến nam diễn viên gạo cội Trần Bảo Quốc. Ngô Ngạn Tổ và Tạ Đình Phong, hai ngôi sao trong phim Tân câu chuyện cảnh sát, sẽ tham gia bộ phim với tư cách là hai tài xế xe tải an ninh đồng tính luyến ái trong một cuộc rượt đuổi bằng ô tô trong phim.
Bá Đạt Thông, đối tác tội phạm của Nhân Tự Đà, do Cổ Thiên Lạc thủ vai, một diễn viên từng đoạt giải với những lần xuất hiện thành công trong quá khứ bao gồm bộ phim truyền hình TVB Hồ sơ trinh sát IV và hai phần của bộ phim Xã hội đen. Mặc dù Thiên Lạc đóng chung với Thành Long, một số cảnh hành động liên quan đến nhân vật của anh đã được quay với một diễn viên đóng thế. Ngoài ra, anh còn là người yêu thích nhất của đứa bé trên phim trường - bất cứ khi nào đứa bé khóc thì anh sẽ luôn là người đầu tiên cổ vũ và tiếp thêm động lực cho nó.
Bao Tô Công, thủ lĩnh của Nhân Tự Đà và Bá Đạt Thông, do Hứa Quán Văn, một diễn viên hài từng đoạt Giải thưởng Điện ảnh Hồng Kông thủ vai, người đã đóng vai chính trong nhiều tác phẩm luôn đạt thành công về mặt doanh thu từ thập niên 70 đến thập niên 90 trước khi di cư sang Canada một khoảng thời gian ngay trước khi Hồng Kông được bàn giao trao lại chủ quyền. Quán Văn được chọn cho vai diễn này vì ông là người lý tưởng để đóng vai một nhân vật thuyết phục những người khác để làm điều xấu. Các nhà sản xuất ban đầu dự định ông sẽ chiến đấu cùng với Thành Long và Cổ Thiên Lạc, nhưng cuối cùng họ quyết định rằng ông sẽ chỉ đóng một vai đơn giản là trung tâm đầu não của đội.
Rob-B-Hood còn có sự hợp tác giữa Thành Long và Nguyên Bưu. Cặp đôi này, cùng với Hồng Kim Bảo, là bạn học của Trường Kinh kịch và đã đóng chung trong một số bộ phim hành động hài vào những năm 1980, bao gồm Kế hoạch A, Quán ăn lưu động và bộ ba phần phim Ngôi sao may mắn. Thành Long ban đầu dự định đóng chung với Nguyên Bưu và Hồng Kim Bảo, bộ ba tái hợp lần đầu tiên kể từ bộ phim Rồng bất tử năm 1988. Tuy nhiên, Kim Bảo đã từ chối lời mời do vướng lịch trình đột xuất. Nguyên Bưu vào vai Thanh tra Mạc, được giao nhiệm vụ điều tra vụ mất tích của đứa bé. Một số trò hề trong quá khứ của ông đã được xem lại trong Rob-B-Hood, bao gồm cả một pha tranh đấu trong đó ông cố gắng còng tay nhân vật của Thành Long nhưng bất thành.
Hơn một trăm buổi thử vai đã được tổ chức để tìm kiếm đứa bé phù hợp nhất để đóng vai chính trong phim. Trần Mộc Thắng đã chọn Matthew Medvedev, một đứa trẻ sơ sinh một tuổi mang bốn dòng máu Hồng Kông - Trung Quốc - Úc và Colombia. Medvedev, được biết đến với cái tên Bé Matthew, thực sự đã được chọn ở ngoài đường khi một trợ lý đạo diễn phát hiện ra em cùng với cha mẹ của mình trên MTR. Mặc dù gia đình em chỉ đơn giản là đến thăm Hồng Kông, họ đã đồng ý ở lại và để em xuất hiện trong Rob-B-Hood.

### Quay phim
Rob-B-Hood là bộ phim thứ ba mà Thành Long hợp tác với đạo diễn Trần Mộc Thắng sau hai bộ phim trước đó là Tôi là ai? và Tân câu chuyện cảnh sát. Quá trình quay phim bắt đầu diễn ra ở Hồng Kông từ ngày 14 tháng 12 năm 2005 đến ngày 26 tháng 4 năm 2006 với kinh phí sản xuất chỉ vỏn vẹn HK$16.8 triệu. Những địa điểm để quay cho bộ phim bao gồm các quận Trung Hoàn, Tây Cống, Sa Điền, cùng các địa điểm gồm công viên Hải Dương, cảng Xúc Mã, công viên nước Thái Bộ và nhà tù Victoria.
Trần Mộc Thắng trong một buổi phỏng vấn đã nói rằng việc quay cho bộ phim này là một trong những ngày tháng khó khăn nhất trong sự nghiệp của ông. Ông giải thích rằng:
| “                | Đây là quãng thời gian khó khăn nhất, "dở khóc dở cười" nhất trong sự nghiệp của tôi. Nhân vật đứa bé là một nhân tố nằm ngoài tầm kiểm soát của tôi và bởi vậy mà tôi không thể làm việc quá tám tiếng một ngày, vì bé chỉ đến phim trường có tám tiếng thôi. Mỗi khi quay cảnh liên quan đến đứa bé, các thành viên trong đoàn phim đều phải im lặng, giao tiếp với nó bằng ngôn ngữ ký hiệu. Thực sự là phải mất rất nhiều thời gian, sự kiên nhẫn và tốn rất nhiều tiền bạc thì chúng tôi mới tiếp tục hướng dẫn nó qua từng cảnh quay, và rất nhiều lần chúng tôi phải thực hiện lại do nó liên tục quấy khóc và ngủ trưa trong lúc quay. Kết cục là, như mọi người biết đấy, ngân sách vượt quá chỉ tiêu rồi. | ” |
| — Trần Mộc Thắng | |   |

Các phương pháp đặc biệt (như dùng đồ chơi trẻ em) đôi khi được sử dụng để dỗ đứa bé hợp tác với họ. Có một cảnh yêu cầu đứa bé bú vú của Thành Long. Lúc đầu nó do dự, nhưng đã cảm thấy thích thú sau khi ê-kíp thoa một lượng lớn mật ong lên vú của ông.
Ngoài việc làm chỉ đạo võ thuật cho bộ phim, Thành Long còn là đạo diễn đóng thế, ông đã tự mình biên đạo tất cả các pha nguy hiểm với Thành Gia Ban. Ông tiếp tục thực hiện các pha hành động nguy hiểm của bản thân mình trong phim, chẳng hạn như nhảy giữa một số máy điều hòa không khí trên bức tường bên ngoài của một tòa nhà cao để chạm đất. Một số cảnh yêu cầu ông phải phối hợp các pha nguy hiểm của mình với đứa bé, bao gồm một cuộc rượt đuổi bằng ô tô quanh khu công nghiệp Sa Điền, trong đó ông cố gắng giật lấy đứa bé vài giây trước khi một chiếc ô tô lao vào ông, và một cảnh trong công viên Hải Dương, trong đó ông trèo lên mặt dưới của tàu lượn với đứa bé trong tay. Thành Long bị thương nhẹ khi cố gắng thực hiện các pha nguy hiểm trong phim, bị một diễn viên đóng thế đi nhầm ủng đá vào ngực và ngã khỏi chiếc xe đạp bốn bánh trong khi cố gắng thực hiện trò chơi xe lăn. Những pha hành động do Thành Long thực hiện bao gồm việc sử dụng vũ khí ứng biến trong lúc giao đấu; khi ông chiến đấu với một cặp tay sai lành nghề trong một căn phòng lạnh tới âm 30 độ C, ông đã hạ gục chúng bằng cách phun sữa và sau đó sử dụng một chiếc quạt lớn để thổi chúng bằng không khí lạnh.

## Phát hành

### Công chiếu tại rạp
Rob-B-Hood đã có buổi ra mắt lần đầu trên toàn thế giới tại Liên hoan phim Venice vào ngày 8 tháng 9 năm 2006. Sau khi ra mắt, một số cảnh làm nổi bật mối quan hệ cá nhân giữa các nhân vật đã bị xóa khỏi bộ phim trước khi phát hành cho công chúng. Đạo diễn Trần Mộc Thắng giải thích rằng việc bao gồm quá nhiều cảnh chính kịch có thể sẽ khiến khán giả mất tập trung vào nội dung của bộ phim. Phiên bản đầy đủ của bộ phim được phát hành dưới dạng băng đĩa DVD dưới tính năng mở rộng.
Phiên bản cắt của bộ phim được phát hành cùng thời điểm tại Hồng Kông, Trung Quốc, Singapore, Malaysia và các nước Đông Nam Á khác vào ngày 29 tháng 9 năm 2006. Bộ phim còn được phát hành tại Nhật Bản vào ngày 7 tháng 4 năm 2007. Hy Lạp vẫn là quốc gia châu Âu duy nhất cho phát hành bộ phim này vào ngày 13 tháng 2 năm 2007. Phim được xếp hạng IIA ở Hồng Kông, G ở Singapore và U ở Malaysia.
Tựa tiếng Nhật cho bộ phim là プ ロ ジ ェ ク ト BB (Purojekuto BB), nghĩa đen là Kế hoạch BB, tên ban đầu được đề xuất cho bộ phim. Ở Hy Lạp, bộ phim được biết đến với cái tên Ασύλληπτοι Απατεώνες (phiên âm: Asulliptoi Apateones), có nghĩa là Những trò gian lận ngoài sức tưởng tượng. Tại Hoa Kỳ, bộ phim được biết đến với cái tên Robin-B-Hood.

### DVD
Bản ấn phẩm đầu tiên của DVD được phát hành tại Hồng Kông vào tháng 11 năm 2006 dưới dạng mã vùng DVD số 0. Chính vì điều này mà nó đã bị ngừng phát hành trong một thời gian ngắn rồi sau này các bản ấn phẩm tiếp tục phát hành nhưng với phiên bản giới hạn và định dạng tiêu chuẩn ở mã vùng DVD số 3. Tất cả các băng đĩa phiên bản Hồng Kông đều chứa hai đĩa: một đĩa phim (chính) và một đĩa bổ sung (phụ). Đĩa chính gồm có cả phiên bản điện ảnh dạng bản cắt và dạng đầy đủ của bộ phim, cùng với phần bình luận của đạo diễn Trần Mộc Thắng. Đĩa phụ gồm có video về hậu trường làm bộ phim, buổi họp báo hậu kỳ cho bộ phim, ngoài ra còn có video ngắn về những cảnh phim đã bị cắt và một MV của ca khúc chủ đề trong phim.
Phiên bản giới hạn của DVD được đựng trong một chiếc hộp dạng hộp quà và chứa nhiều loại hàng hóa khác nhau bao gồm dép có thương hiệu của bộ phim và bảng hiệu trên cửa. Ngoài ra còn có thêm một bản phát hành giới hạn với 5000 chiếc hộp đã có sẵn trong thời gian ngắn và được phân phối tại các liên hoan phim khác nhau. Phiên bản này có một hình ti giả được làm bằng pha lê, một tờ tiền giả và một tờ lịch năm 2007 có thương hiệu cùng với các hàng hóa trong phiên bản giới hạn khác.
Đĩa DVD sau này còn được phát hành tại những nơi khác ở châu Á, bao gồm các nước Đông Á như Trung Quốc (mã vùng DVD số 6), Nhật Bản (mã vùng DVD số 2), Hàn Quốc (mã vùng DVD số 3), các nước Đông Nam Á như Thái Lan và Malaysia (mã vùng DVD số 3). Ngày 26 tháng 12 năm 2007, DVD được hãng phát hành Dragon Dynasty phát hành tại Mỹ (mã vùng DVD số 1) dưới dạng phiên bản chính thức gồm hai đĩa, chứa nhiều phần phụ giống như các bản phát hành trước đó ở Hồng Kông, bao gồm cả phần bình luận của Trần Mộc Thắng. Bản trailer của Mỹ là bản thay thế so với bản trailer gốc. Tuy nhiên, thời lượng chạy cho bản phát hành này là 2:06:28, nằm ở giữa thời lượng chiếu tại rạp (2:01:46) và thời lượng của bản đầy đủ (2:15:11) trên các bản phát hành ở Hồng Kông.
Ngày 24 tháng 5 năm 2010, DVD được Cine Asia phát hành lại dưới dạng ấn bản chính thức gồm hai đĩa tại Vương quốc Anh ở mã vùng DVD số 2.

## Đón nhận

### Đánh giá
Nhìn chung, Rob-B-Hood được các nhà phê bình phim đón nhận nồng nhiệt và đánh giá cao. Cây viết Jay Weissberg của tờ Variety mô tả bộ phim là "một chuyến đi vui vẻ nhẹ nhàng khơi dậy sức hấp dẫn của bộ phim đã được thử nghiệm và có thật của Thành Long trong một trò hề bắt cóc trẻ sơ sinh thông thường bỗng chốc trở nên sống động bởi các phân cảnh hành động vừa đủ để giữ cho các cảnh thay tã cho bé mà không làm bẩn một chi tiết nào". Công lao về những pha hành động đóng thế và sự hợp tác diễn xuất của Thành Long và Cổ Thiên Lạc đã được công nhận, mặc dù vậy, một số nhà phê bình đã tỏ ra khá tiếc nuối khi Hồng Kim Bảo không có mặt trong bộ phim.
Nội dung của bộ phim đã nhận về những lời đánh giá trái chiều. Tờ báo Tiểu Tường Thần Bảo của Trung Quốc cho rằng nội dung dù ngắn gọn, nhưng nó lại bao hàm cả một chặng đường dài đầy vui tươi nhưng không kém phần cảm động về ý nghĩa. Còn Jay Weissberg lại chỉ trích nội dung không hẳn là một bản gốc thực sự. Ngoài ra, cây viết Felix Cheong của tờ Channel NewsAsia nhận thấy rằng những tình tiết phụ liên quan đến gia đình của các nhân vật phản diện là khá thừa thãi, làm cho câu chuyện càng về sau kém hấp dẫn hơn và điều này đã khiến cho bộ phim trở nên dài dòng, lê thê. Cây viết Andrew Sun của tờ South China Morning Post chỉ ra rằng: "Một trong những điều tốt nhất mà Thành Long có thể làm cho sự nghiệp điện ảnh nổi tiếng của mình là đóng một vai phản diện hạng nặng - một nhân vật phản diện khó chịu, cặn bã, vì không phải lúc nào bạn cũng phải đóng một người chính diện trở thành anh hùng. " Sun nhấn mạnh sự biến chuyển lúc này của Thành Long là hết sức cần thiết để thể hiện sự linh hoạt trong các vai diễn của mình, đồng thời còn đưa ra một số ví dụ về một số diễn viên đã phát triển sự nghiệp của mình nhờ đóng vai phản diện thường xuyên.

### Doanh thu
Rob-B-Hood đã thu về HK$1.2 triệu vào ngày công chiếu lần đầu ở Hồng Kông. Tại Trung Quốc, bộ phim đứng đầu phòng vé trong bốn ngày cuối tuần nhân dịp ngày lễ Quốc khánh, thu về CN¥8.9 triệu. Phim tiếp tục đứng đầu phòng vé Trung Quốc trong tháng 10 với doanh thu phòng vé vượt CN¥90 triệu. Tại Đông Nam Á, bộ phim thu về US$404.000 ở Singapore, US$400.000 ở Malaysia và US$604.000 ở Thái Lan trong bốn ngày đầu tiên. Tính rộng ra, mặc dù không được phát hành nhiều ở Bắc Mỹ và hầu hết các nước châu Âu, Rob-B-Hood đã đạt doanh thu toàn cầu là hơn US$20,4 triệu.

## Giải thưởng
| Giải thưởng                               | Hạng mục                       | Người nhận giải                         | Kết quả |
| ----------------------------------------- | ------------------------------ | --------------------------------------- | ------- |
| Giải thưởng Điện ảnh Hồng Kông lần thứ 26 | Diễn viên mới xuất sắc nhất    | Matthew Medvedev                        | Đề cử   |
| Giải thưởng Điện ảnh Hồng Kông lần thứ 26 | Chỉ đạo võ thuật xuất sắc nhất | Thành Long, Lý Trung Chí, Thành Gia Ban | Đề cử   |